# Filó (escultor)
Filó (en llatí Philon, en grec antic Φίλων) fill d'Antípater, fou un escultor grec. Va viure al segle IV aC en temps d'Alexandre el Gran i va fer una estàtua d'Hefestió, l'íntim amic i auxiliar militar d'Alexandre, segons diu Tacià.
També se li coneix una estàtua de Zeus Ourios (a una ciutat de la costa del mar Negre a l'entrada del Bòsfor, prop de Calcedònia) que es va convertir en un senyal per mariners. Aquesta estàtua encara era completa en temps de Ciceró. La base s'ha conservat i porta una inscripció en vuit versos elegíacs. També va fer estàtues d'atletes, guerrers, caçadors i sacerdots, tal com diu Plini el Vell a la Naturalis Historia: athletas et armatos et venatores sacrificantesque.